# Panurginus morawitzii
Panurginus morawitzii är en biart som beskrevs av Heinrich Friese 1897. Panurginus morawitzii ingår i släktet bergsbin, och familjen grävbin. Inga underarter finns listade i Catalogue of Life.